# Megabyzus ganeshai
Megabyzus ganeshai är en insektsart som beskrevs av Chandrasekhara A. Viraktamath 1998. Megabyzus ganeshai ingår i släktet Megabyzus och familjen dvärgstritar. Inga underarter finns listade i Catalogue of Life.